# Fontana delle Cariatidi
La fontana delle Cariatidi è una fontana monumentale sita in piazza dei Quiriti, nel rione Prati, a Roma.

## Storia
La realizzazione della fontana fu dovuta al bando nazionale indetto dal comune di Roma nel 1924 per arredare cinque piazza della città con altrettante fontane monumentali. Il concorso fu vinto dallo scultore triestino Attilio Selva.
Come già era avvenuto nel 1901 per le Naiadi dell'omonima fontana dell'allora piazza Esedra, anche le cariatidi di piazza dei Quiriti suscitarono un certo scalpore negli ambienti più puritani, non solo per la nudità in sé, ma anche per la posizione in cui erano rappresentate le statue, ritenuta da alcuni oscena. Inizialmente si trattò di polemiche epistolari tra lo scultore, il governatorato della città e le associazioni cattoliche, ma poi intervenne anche la stampa e il risultato fu che l'inaugurazione, prevista per il 21 aprile 1928, dovette essere rinviata al successivo 9 maggio. Le polemiche furono comunque ben presto sopite, anche perché l'arte del recente governo fascista prediligeva l'ostentazione di corpi nudi, con cui presto furono ornati vari edifici.

## Descrizione
La fontana è posta al centro di piazza dei Quiriti all'interno di una piccola area verde. L'opera, di vaga ispirazione rinascimentale e barocca, si compone di una vasca circolare, leggermente rialzata rispetto al piano stradale e dal bordo sporgente, al cui centro è sistemata una larga base, anch'essa circolare, dal bordo convesso, su cui dunque l'acqua scivola piuttosto che precipitare in basso. La base sostiene un tozzo e corto balaustro, ornato nella parte superiore con foglie a rilievo da cui sgorga l'acqua e, nella metà inferiore, con una serie di piccole vasche poste tutt'intorno alla circonferenza del balaustro. Quest'ultimo sostiene un'ampia vasca centrale dal profilo convesso molto svasato, al cui centro è posta, nuovamente, una base circolare appena poco più elevata rispetto al bordo della vasca stessa. Sulla base si trovano quattro grosse figure femminili nude sedute, le cariatidi appunto, che sorreggono sulle braccia sollevate il catino sommitale quadrilobato al cui centro l'acqua zampilla da una grossa pigna.